# Buranovskie babuški
Le Buranovskie babuški (in russo Бурановские бабушки?; lett. "le nonnine di Buranovo") sono state un gruppo musicale russo formatosi nel 2010 a Buranovo, un piccolo comune dell'Udmurtia, e scioltosi nel 2018.

## Storia
Hanno esordito nel 2010 partecipando alla finale della selezione russa per l'Eurovision Song Contest, arrivando terze. Ci hanno riprovato nel 2012 e sono arrivate prime davanti al duo composto da Dima Bilan e Julia Volkova. Hanno così rappresentato la Russia all'Eurovision Song Contest 2012 con la canzone Party for Everybody, classificandosi al secondo posto. La formazione conta 8 componenti, ma per regolamento solo 6 si sono potute esibire a Baku.

## Formazione

### Membri attuali
- Granja Ivanovna Bajsarova (12 luglio 1949)[3]
- Alevtina Gennad'evna Begiševa (3 febbraio 1958)[3]
- Zoja Sergeevna Dorodova (15 aprile 1940)[3]
- Galina Nikolaevna Koneva (15 ottobre 1938)[3]
- Valentina Semënovna Pjaatčenko (21 ottobre 1937)[3]
- Ol'ga Nikolaevna Túktareva (26 aprile 1968)[3]

### Ex membri
- Elizaveta "Liza" Filippovna Zarbatova (7 settembre 1927 - 13 gennaio 2014)[4]; il membro più anziano, cantava con il gruppo a casa e ha scritto diverse loro canzoni, ma non ha mai partecipato a dei tour[3]
- Natal'ja Jakovlevna Pugačëva (28 novembre 1935 - 26 ottobre 2019)[3]
- Ekaterina Semënovna Škljaeva (2 novembre 1937 - 23 luglio 2024)[3][5]

## Discografia

### Singoli
- 2012 – Party for Everybody